# 글라시구

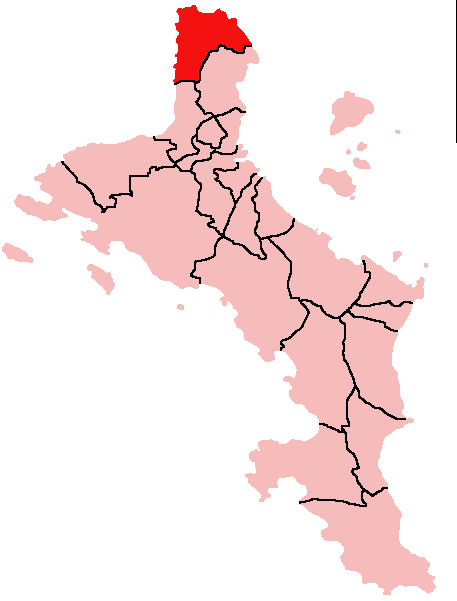
글라시구의 위치.

글라시구(프랑스어: Glacis)는 세이셸을 구성하는 25개 구 가운데 하나로, 마에섬에 위치한다. 또한 글라시구의 면적은 7km2, 2002년 기준 글라시구의 인구는 3,576명(2002년 기준)이다.